# NGC 1766
NGC 1766 је расејано звездано јато у сазвежђу Трпеза које се налази на NGC листи објеката дубоког неба.
Деклинација објекта је - 70° 13' 31" а ректасцензија 4h 55m 57,7s. Привидна величина (магнитуда) објекта NGC 1766 износи 12,2. NGC 1766 је још познат и под ознакама ESO 56-SC29.